# Psammodromus
Psammodromus é um género de répteis escamados pertencente à família Lacertidae.

## Espécies
- Psammodromus algirus - lagartixa-do-mato
- Psammodromus blanci
- Psammodromus hispanicus - lagartixa-do-mato-ibérica
- Psammodromus microdactylus